# OPEC
Organizația Țărilor Exportatoare de Petrol (OPEC) este o organizație internațională alcătuită din Algeria, Angola, Arabia Saudită, Emiratele Arabe Unite, Gabon, Guineea Ecuatorială, Iran, Irak, Kuwait, Libia, Nigeria, Republica Congo și Venezuela. Sediul central al OPEC (din 1965) este situat în Viena, Austria. Organizația este considerată de mulți observatori drept un cartel.
Scopul principal al organizației, conform statutului ei, este determinarea celor mai bune modalități pentru apărarea intereselor statelor membre, în mod individual și colectiv; întocmirea și adoptarea metodelor pentru a garanta stabilizarea prețurilor pe piețele acțiunilor petroliere internaționale în vederea eliminării fluctuațiilor dăunătoare și inutile; considerarea continuă a intereselor națiunilor producătoare și a necesității securizării venitului stabil a țărilor membre; susținerea eficientă, economică și regulată cu petrol a națiunilor consumatoare și o întoarcere cinstită a capitalului pentru investitorii în industria petrolieră.
Influența OPEC pe piață nu a fost întotdeauna una de stabilizare. Ea a alarmat lumea favorizând inflația atât în țările în curs de dezvoltare, cât și în cele dezvoltate prin folosirea „armei petrolului” în criza petrolului din 1973. Capacitatea OPEC de a controla prețul petrolului s-a diminuat considerabil de atunci, ca urmare a descoperirii și dezvoltării unor mari exploatări de petrol în Golful Mexic și Marea Nordului. Oricum, OPEC are încă o mare influență asupra prețului petrolului.
În mai 2008, Indonezia, care a devenit importator net de petrol, a anunțat că se va retrage din OPEC. Indonezia a înregistrat o scădere a producției de petrol începând cu anul 1995, devenind importator net.
În mai 2008, Algeria, a anunțat că își va spori capacitatea de rafinare a petrolului la 50 milioane tone/an până în 2014, de la nivelul actual de 22 milioane tone.

## Membrii OPEC

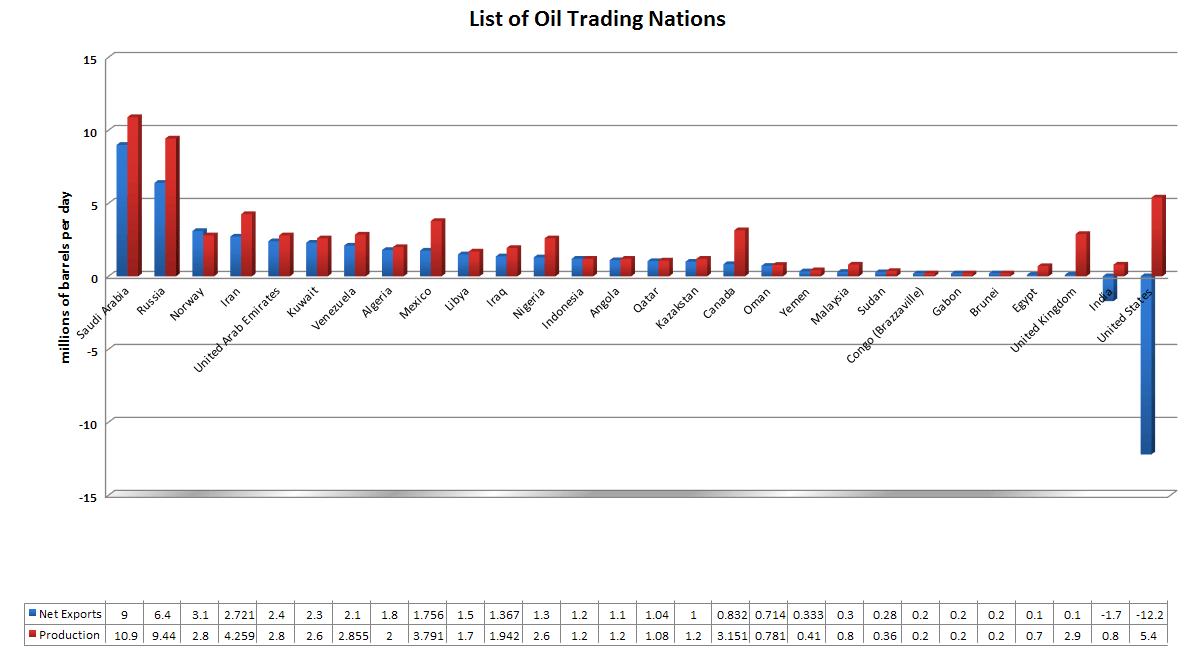
Cei mai mari exportatori și importatori de petrol

Organizația are 13 state membre. Ele sunt listate mai jos conform datei aderării.
- Africa:
  - Libia (decembrie 1962)
  - Algeria (iulie 1969)
  - Nigeria (iulie 1971)
  - Gabon (1975 - 1995, iulie 2016 -[5])
  - Angola (1 ianuarie 2007)
  - Guineea Ecuatorială (25 mai 2017[6])
  - Republica Congo (iunie 2018)

- America de Sud:
  - Venezuela (septembrie 1960)

- Orientul Mijlociu:
  - Iraq (septembrie 1960)
  - Iran (septembrie 1960)
  - Kuwait (septembrie 1960)
  - Arabia Saudită (septembrie 1960)
  - Emiratele Arabe Unite (noiembrie 1967)

### Foști membri
- America de Sud:
  - Ecuador (1963 - 1993, 2007[7] - 2019)
- Asia de Sud-Est:
  - Indonezia (decembrie 1962 - ianuarie 2009, ianuarie 2016 - 30 noiembrie 2016[8])
- Orientul Mijlociu:
  - Qatar (decembrie 1961 - 1 ianuarie 2019)

### Viitori membri
- Sudan (și-a exprimat intenția de a deveni membru)

Limba oficială a OPEC este engleza cu toate că limba oficială a majorității statelor membre este araba (7 membri sunt state arabe). Doar un singur membru are engleza ca limbă oficială (Nigeria).